# Nina Herting
Nina Herting (* 1955) ist eine deutsche Synchronsprecherin, Hörspielsprecherin und Schauspielerin.
Herting hat bis Juli 2024 über 800 Rollen für Film und Fernsehen synchronisiert. In einem geringeren Umfang hat sie auch für Hörspiele eingesprochen. Sie ist außerdem in (teils szenischen) Lesungen, Theater-Aufführungen und anderen schauspielerischen Performances zu sehen.
Herting wohnt in Berlin.

## Synchronrollen (Auswahl)

### Serien
- 2007: Ikki Tousen: Dragon Destiny (Ikki tôsen: Dragon Destiny) als Chuutatsu Shibai
- 2009–2010: Party Down für Jane Lynch als Constance Carmell
- 2015–2022: The Last Kingdom für Eliza Butterworth als Lady Aelswith
- 2017: Tinkas Weihnachtsabenteuer (Tinkas juleeventyr) für Birthe Neumann als Maja
- 2017–2023: Workin’ Moms für Juno Rinaldi als Frankie Coyne
- seit 2018: The Chi für Yolonda Ross als Jada Washington
- 2019–2023: Archer als Malory Archer
- 2021: Tinka und die Königsspiele (Tinka og kongespillet) für Birthe Neumann als Maja
- 2022–2024: Halo für Shabana Azmi als Admiral Margaret Parangosky

### Filme
- 2015: Weihnachten auf Umwegen (Christmas Detour) für Sarah Strange als Maxine Harper
- 2017: Eine königliche Winterromanze (A Royal Winter) für Suanne Braun als Elaine
- 2020: The Christmas Chronicles 2 für Goldie Hawn als Mrs. Claus
- 2020: The Rhythm Section – Zeit der Rache (The Rhythm Section) für Amira Ghazalla als Alia Kaif
- 2021: Fatherhood für Linda Joyce Nourse als Cousine Busybody
- 2021: Operation Hyakinthos (Hiacynt) für Agnieszka Suchora als Ewa